# Colomán Trabado
Colomán Trabado Pérez (ur. 2 stycznia 1958 w Vega de Valcarce) – hiszpański lekkoatleta specjalizujący się w biegach średniodystansowych, trzykrotny uczestnik letnich igrzysk olimpijskich (Moskwa 1980, Los Angeles 1984, Seul 1988). 

## Sukcesy sportowe
- dziewięciokrotny mistrz Hiszpanii w biegu na 800 metrów – 1979, 1980, 1981, 1982, 1984, 1985, 1986, 1987, 1988[1]
- mistrz Hiszpanii w biegu na 1500 metrów – 1983
- siedmiokrotny halowy mistrz Hiszpanii w biegu na 800 metrów – 1980, 1981, 1982, 1983, 1986, 1987, 1988[2]

| Rok  | Miasto     | Zawody                         | Konkurencja   | Wynik         |
| ---- | ---------- | ------------------------------ | ------------- | ------------- |
| 1982 | Mediolan   | Halowe mistrzostwa Europy      | bieg na 800 m | brązowy medal |
| 1983 | Budapeszt  | Halowe mistrzostwa Europy      | bieg na 800 m | złoty medal   |
| 1983 | Casablanca | Igrzyska śródziemnomorskie     | bieg na 800 m | brązowy medal |
| 1985 | Paryż      | Światowe igrzyska halowe       | bieg na 800 m | złoty medal   |
| 1986 | Madryt     | Halowe mistrzostwa Europy      | bieg na 800 m | srebrny medal |
| 1987 | Liévin     | Halowe mistrzostwa Europy      | bieg na 800 m | 8. miejsce    |
| 1988 | Meksyk     | Mistrzostwa ibero-amerykańskie | bieg na 800 m | złoty medal   |

## Rekordy życiowe
- bieg na 800 metrów – 1:45,15 – Oslo 21/07/1984
- bieg na 800 metrów (hala) – 1:46,91 – Budapeszt 06/03/1983
- bieg na 1000 metrów – 2:18,90 – Madryt 04/06/1987
- bieg na 1500 metrów – 3:39,60 – A Coruña 18/08/1982